# Uloško jezero
Uloško ili Crvanjsko jezero je jezero u Bosni i Hercegovini smješteno na području općine Kalinovika. Jezero nosi naziv Uloško po selu Ulogu koje se nalazi u blizini, odnosno Crvanjsko, jer se nalazi u podnožju planine Crvnja.
Nadmorska visina mu je 1.058 metara. Dužina jezera je oko 500 metara, širina oko 200 metara, a dubina jezera je oko 25 metara. Ova dubina je na strani planine Crvanj (zapad), a prema suprotnoj strani postupno se smanjuje.
Sa zapadne strane je brdo Mali Vrh (1274 m) dok ga sa sjeverne strane opkoljava bukova šuma. Starosjedioci kažu da postoji više izvora koji se nalaze u samom jezeru. Voda iz jezera otiče i ulijeva se u Neretvu.
Jezero ima svoje izvore koji obnavljaju vodu, a iz njega ističe priličan potok što omogućava ribljem fondu preživljavanje tijekom zime kada se jezero zaledi.